# 趙國麟
趙國麟（1673年—1751年），字仁圃，山东泰安人。中國清朝政治人物。

## 生平
康熙十二年（1673年）出生。為康熙四十八年（1709年）进士。康熙五十八年（1719年），授直隶长垣知县。雍正二年（1724年），擢永平知府。三迁至福建布政使，調河南。雍正八年（1730年）升任福建巡抚。後調安徽。
乾隆三年（1738年），國麟升任刑部尚書，调礼部，兼领国子监。四年，授文华殿大学士，兼礼部尚书。乾隆六年（1741年）請求引退，被乾隆帝挽留。不久被彈劾，降職為礼部侍郎。乾隆七年（1742年），又升尚书。国麟又欲引退，未被允許；數月後，再次申請，乾隆帝不悦，夺其官職，改在咸安宫效力。直到乾隆八年，方準許國麟返回故里。乾隆十五年（1750年），到京师為乾隆帝祝壽，赐礼部尚书頭衔。次年以疾卒。